# Törpegalaxis

Az NGC 4449 Szabálytalan törpegalaxis a Hubble űrtávcső felvételén

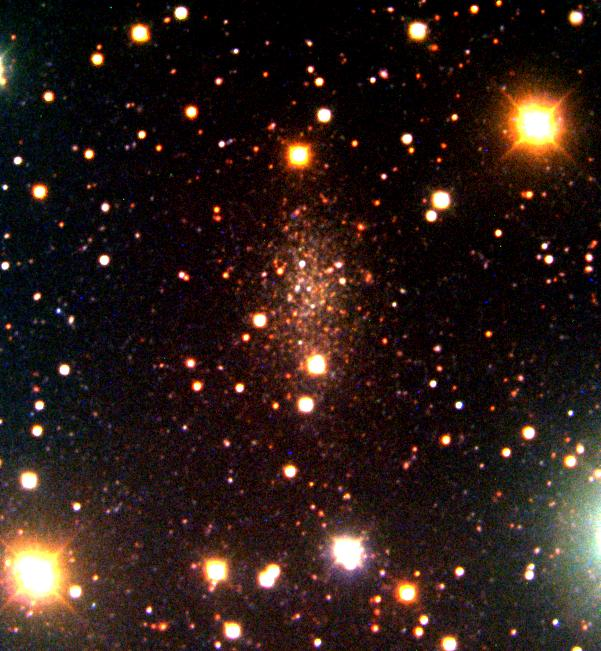
A Pisces Törpegalaxis (LGS–3, szabálytalan törpegalaxis)

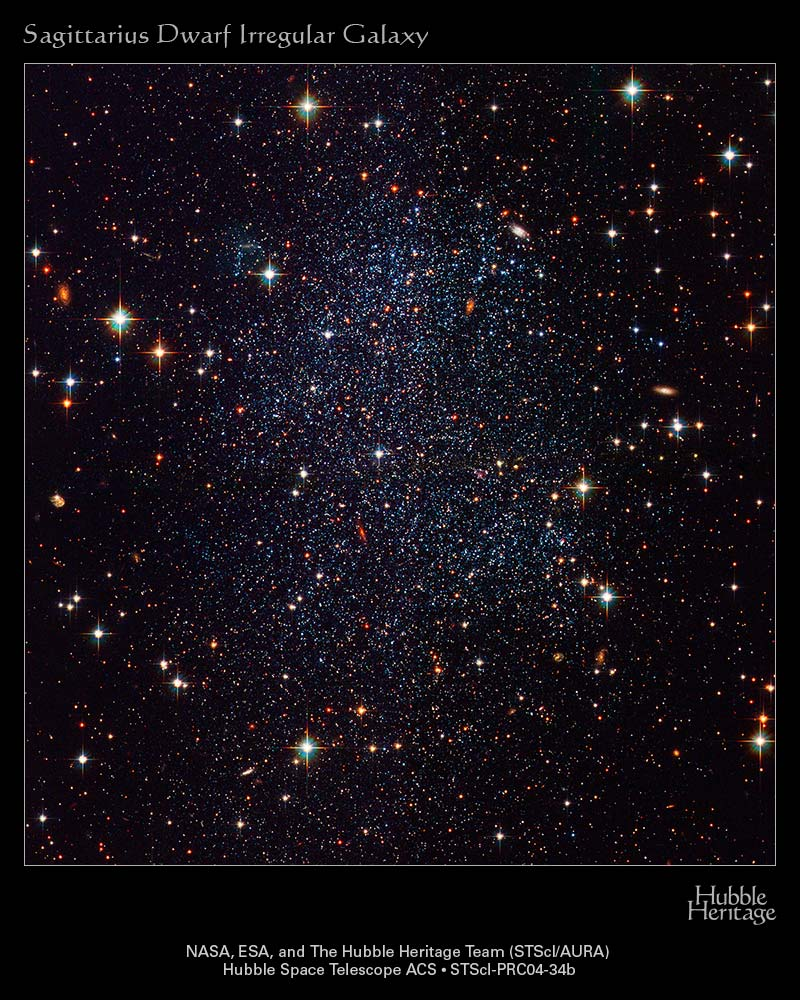
A Sagittarius törpegalaxis a Hubble űrtávcső felvételén. A képen láthatóak az igen halvány galaxist alkotó fényesebb csillagok

A törpegalaxis olyan galaxis, amely néhány milliárd csillagnyi tömegű, ellentétben a normális galaxisok több százmilliárd csillagnyi tömegével. Kis méretük miatt elsősorban közvetlen környezetünkben, a Lokális Csoportban lévő törpegalaxisokat ismerjük; több ilyen objektum kering Tejútrendszerünk, az Androméda-köd és a Triangulum-galaxis körül is. A galaxisokra alkalmazott tipológia működik a törpegalaxisoknál is, így léteznek:
- Törpe spirálgalaxisok
- Törpe elliptikus galaxisok (dE)
- Törpe szabálytalan galaxisok (dI).

## Egyéb törpegalaxisok
- Törpe szferoidális galaxisok
- Kék kompakt törpegalaxisok
- Ultrakompakt törpegalaxisok: első példányaikat 2000 körül fedezték fel, átmérőjük 60–200 fényév, és néhány tízmillió csillag van bennük. A Nap környezetével szemben, ahol a csillagok jellemző térfogatsűrűsége egy csillag köbfényévenként, az ilyen galaxisokban ez elérheti az egymilliót is.[1][2]
- Újabban felfedeztek a törpegalaxisoknál is halványabb és kisebb galaxisokat, ezeket jelenleg hobbitgalaxisoknak nevezik.[3]